# Cymbopogon
Cymbopogon Spreng. è un genere di piante angiosperme monocotiledoni della famiglia delle Poacee (o Graminacee).

## Descrizione
Sono piante a portamento cespuglioso che possono raggiungere anche il metro di altezza.
Il fusto è eretto con foglie nastriformi di un bel colore verde intenso tendente al bluastro e ricadenti ed entrambi emanano un gradevole profumo agrumato.

## Tassonomia
Il genere comprende le seguenti specie:
- Cymbopogon ambiguus (Hack.) A.Camus
- Cymbopogon annamensis (A.Camus) A.Camus
- Cymbopogon bhutanicus Noltie
- Cymbopogon bombycinus (R.Br.) Domin
- Cymbopogon caesius (Hook. & Arn.) Stapf
- Cymbopogon calcicola C.E.Hubb.
- Cymbopogon calciphilus Bor
- Cymbopogon cambogiensis (Balansa) E.G.Camus & A.Camus
- Cymbopogon citratus (DC.) Stapf
- Cymbopogon clandestinus (Nees ex Steud.) Stapf
- Cymbopogon coloratus (Hook.f.) Stapf
- Cymbopogon commutatus (Steud.) Stapf
- Cymbopogon densiflorus (Steud.) Stapf
- Cymbopogon dependens B.K.Simon
- Cymbopogon dieterlenii Stapf ex Schweick.
- Cymbopogon distans (Nees ex Steud.) Will.Watson
- Cymbopogon exsertus (Hack.) A.Camus
- Cymbopogon flexuosus (Nees ex Steud.) Will.Watson
- Cymbopogon gidarba (Steud.) A.Camus
- Cymbopogon giganteus Chiov.
- Cymbopogon globosus Henrard
- Cymbopogon goeringii (Steud.) A.Camus
- Cymbopogon gratus Domin
- Cymbopogon iwarancusa (Jones ex Roxb.) Schult.
- Cymbopogon khasianus (Hack.) Stapf ex Bor
- Cymbopogon liangshanensis S.M.Phillips & S.L.Chen
- Cymbopogon mandalaiaensis Soenarko
- Cymbopogon marginatus (Steud.) Stapf ex Burtt Davy
- Cymbopogon martini (Roxb.) Will.Watson
- Cymbopogon mekongensis A.Camus
- Cymbopogon microstachys (Hook.f.) Soenarko
- Cymbopogon microthecus (Hook.f.) A.Camus
- Cymbopogon minor B.S.Sun & R.Zhang ex S.M.Phillips & S.L.Chen
- Cymbopogon minutiflorus S.Dransf.
- Cymbopogon nardus (L.) Rendle
- Cymbopogon nervatus (Hochst.) Chiov.
- Cymbopogon obtectus S.T.Blake
- Cymbopogon osmastonii R.Parker
- Cymbopogon pendulus (Nees ex Steud.) Will.Watson
- Cymbopogon polyneuros (Steud.) Stapf
- Cymbopogon pospischilii (K.Schum.) C.E.Hubb.
- Cymbopogon procerus (R.Br.) Domin
- Cymbopogon pruinosus (Nees ex Steud.) Chiov.
- Cymbopogon queenslandicus S.T.Blake
- Cymbopogon quinhonensis (A.Camus) S.M.Phillips & S.L.Chen
- Cymbopogon rectus (Steud.) A.Camus
- Cymbopogon refractus (R.Br.) A.Camus
- Cymbopogon schoenanthus (L.) Spreng.
- Cymbopogon tortilis (J.Presl) A.Camus
- Cymbopogon traninhensis (A.Camus) Soenarko
- Cymbopogon tungmaiensis L.Liu
- Cymbopogon winterianus Jowitt ex Bor
- Cymbopogon xichangensis R.Zhang & B.S.Sun

### Binomi obsoleti
- Cymbopogon hirtus = Hyparrhenia hirta

## Usi
La citronella, che non va confusa con la cedronella, ha un odore che ricorda il limone e viene largamente usata in India e in altri paesi dell'Asia come ingrediente di salse e zuppe. Viene usata in Asia e in Africa per la preparazione di tisane.

## Proprietà repellenti

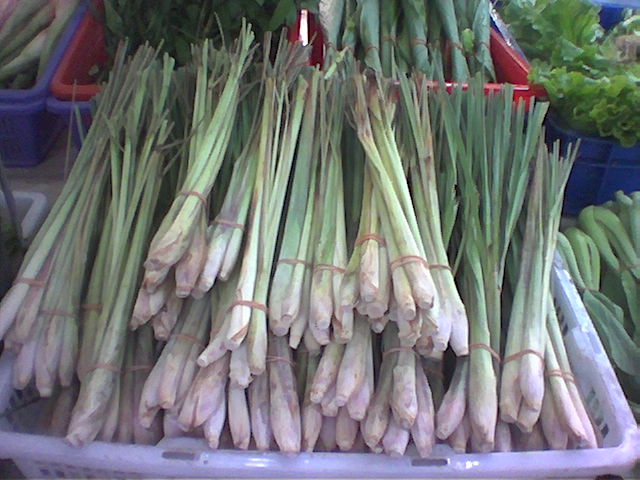
Raccolto di citronelle

La citronella viene apprezzata per l'estrazione dell'omonimo olio aromatico.
È riconosciuta come un repellente dalla US Food and Drug Administration, anche se diversi studi indicano che è necessaria una ampia concentrazione nell'aria e l'effetto è temporaneo.

## Proprietà anti-cancro
Nel 2006 un team di ricerca della Università Ben Gurion in Israele ha scoperto che la citronella della specie Cymbopogon citratus causa apoptosi (morte cellulare programmata) di cellule cancerose. Con studi in vitro, i ricercatori hanno esaminato l'effetto del citrale, una molecola trovata nella citronella, su cellule normali e cancerose. Usando una concentrazione di citrale di 44.5 muM, i ricercatori hanno notato che la molecola induce la morte programmata nelle cellule cancerose.